# 克列斯塔II级巡洋舰

克列斯塔II级巡洋舰是苏联海军冷战期间的一级导弹巡洋舰，苏联编号为1134A（金雕A级）。它是克里斯塔I级巡洋舰的反潜改进型，装备新的RPK-3风雪/SS-N-14火石反潜导弹、SA-N-3舰空导弹及新的声纳。克列斯塔II级全部由圣彼得堡的日丹诺夫造船厂建造，于1960年代晚期服役，冷战结束后全部快速退役。